# سی‌اس‌اس شنندوا
سی‌اس‌اس شنندوا (به انگلیسی: CSS Shenandoah) یک کشتی بود که طول آن ۲۳۰ فوت (۷۰ متر) بود. این کشتی در سال ۱۸۶۳ ساخته شد.